# 강남구 병
서울 강남구 병은 대한민국의 국회의원 선거구이다. 서울특별시 강남구의 일부 지역을 관할한다. 현 지역구 국회의원은 국민의힘의 고동진이다.

## 역사
2016년 대한민국 제20대 국회의원 선거를 앞두고 강남구의 인구 상한선이 초과됨에 따라 강남구 갑의 도곡동, 삼성동과 강남구 을의 대치동을 분리하여 강남구 병 선거구가 신설되었다.

## 관할 구역
| 대수      | 관할 구역                                                            |
| --------- | -------------------------------------------------------------------- |
| 20대~현재 | 강남구 삼성1동, 삼성2동, 대치1동, 대치2동, 대치4동, 도곡1동, 도곡2동 |

## 역대 국회의원
| 선거   | 정당 | 정당       | 의원   |
| ------ | ---- | ---------- | ------ |
| 2016년 |      | 새누리당   | 이은재 |
| 2020년 |      | 미래통합당 | 유경준 |
| 2024년 |      | 국민의힘   | 고동진 |

## 역대 선거 결과

### 대한민국 제20대 국회의원 선거
|  | 57.80% |

|  | 39.58% |

|  | 1.62% |

|  | 0.98% |

### 대한민국 제21대 국회의원 선거
|  | 65.38% |

|  | 33.57% |

|  | 0.31% |

|  | 0.24% |

|  | 0.24% |

|  | 0.22% |

### 대한민국 제22대 국회의원 선거
|  | 66.28% |

|  | 32.75% |

|  | 0.95% |